# Rita Hagl-Kehl

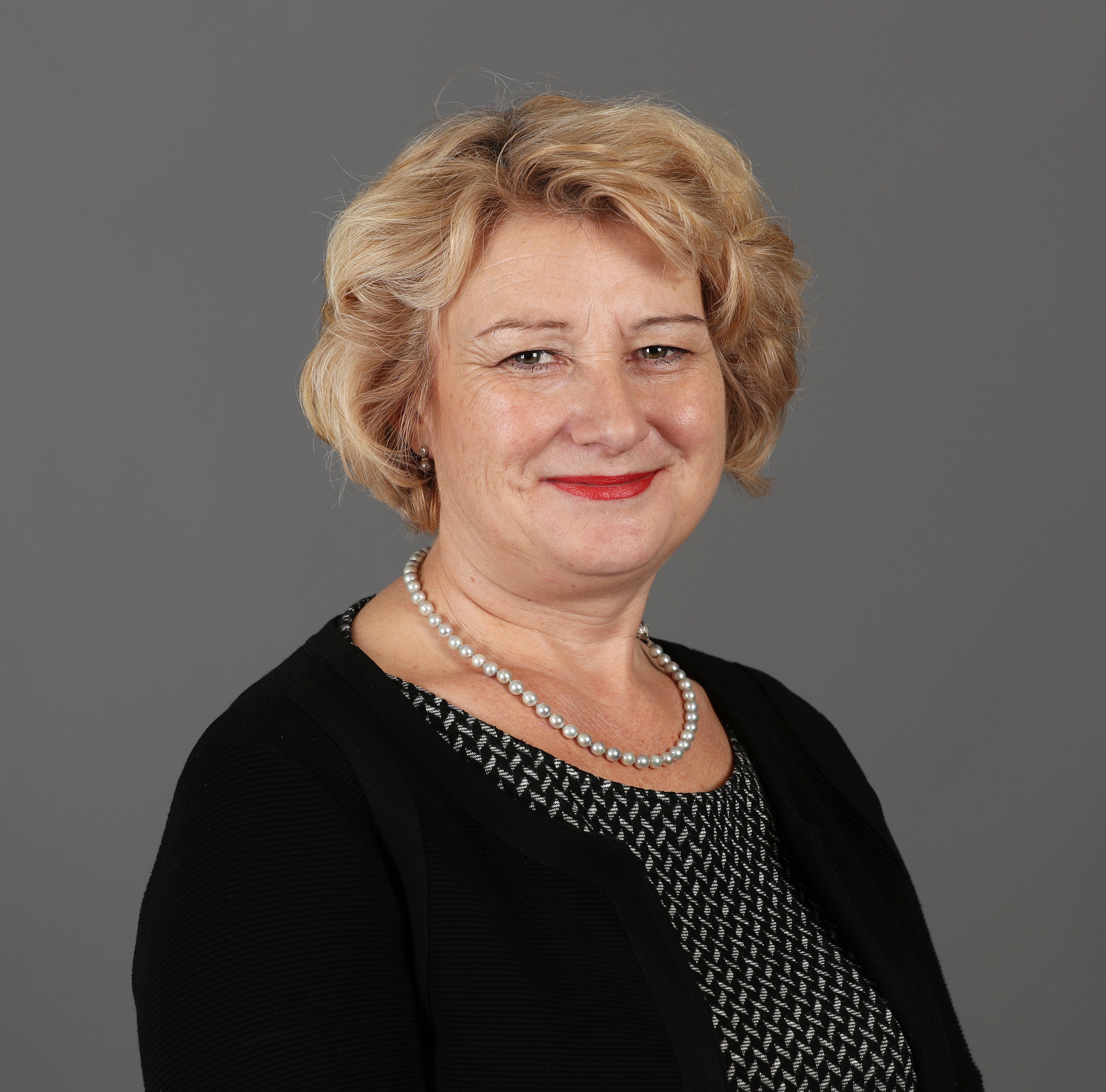
Rita Hagl-Kehl (2020)

Rita Hagl-Kehl (* 11. November 1970 in Porz am Rhein) ist eine deutsche Politikerin (SPD) und Gymnasiallehrerin. Seit der Bundestagswahl 2013 war sie bis zum Jahr 2025 Mitglied des Deutschen Bundestages und dabei von 2018 bis 2021 Parlamentarische Staatssekretärin im Bundesministerium der Justiz und für Verbraucherschutz im Kabinett Merkel IV.

## Leben
Rita Hagl-Kehl ist seit 2012 verheiratet und hat vier Kinder.

### Ausbildung und Beruf
Nach dem Hauptschulabschluss machte Rita Hagl-Kehl eine Ausbildung zur Damenschneiderin. 2000 legte sie an der Abendschule ihr Abitur ab und studierte anschließend bis 2005 Deutsch und Geschichte auf Lehramt sowie Politikwissenschaften. Ab 2008 war sie Lehrerin am Gymnasium Freyung.

## Politischer Werdegang

### Öffentliche Ämter
Rita Hagl-Kehl kandidierte 2013, 2017 und 2021 für das Direktmandat im Bundestagswahlkreis Deggendorf. Jedes Mal zog sie über die Landesliste Bayern in den Deutschen Bundestag ein.  In der 18. Wahlperiode war sie ordentliches Mitglied im Ausschuss für Ernährung und Landwirtschaft, Ausschuss für Verkehr und digitale Infrastruktur sowie stellvertretendes Mitglied im Petitionsausschuss.
Sie hat nach der Bundestagswahl 2017 für die SPD den Koalitionsvertrag der 19. Wahlperiode des Bundestages zu den Themen Ernährung, Landwirtschaft und Verbraucherschutz mit verhandelt. Während der 19. Wahlperiode war Rita Hagl-Kehl Parlamentarische Staatssekretärin im Bundesministerium der Justiz und Verbraucherschutz.
Innerhalb der SPD-Bundestagsfraktion ist sie Mitglied des Seeheimer Kreises.

#### Ämter in der SPD
Rita Hagl-Kehl ist Bezirksvorsitzende der SPD Niederbayern sowie Vorsitzende des SPD-Unterbezirks Deggendorf/Freyung-Grafenau. Bei der Kommunalwahl 2014 wurde sie in den Kreistag von Freyung-Grafenau gewählt.

### Weiteres Engagement und Mitgliedschaften
Rita Hagl-Kehl ist u. a. Mitglied des Bundes Naturschutz in Bayern, des Bayerischen Wald-Vereins Sektion Spiegelau/Riedlhütte, des Katholischen Frauenbunds Mauth sowie Vorsitzende der Seliger-Gemeinde Niederbayern-Oberpfalz.

## Politische Positionen in der 18. Wahlperiode

### Landwirtschaftspolitik
Rita Hagl-Kehl war die zuständige Berichterstatterin der SPD-Bundestagsfraktion für ökologischen Landbau, Pflanzenschutzmittel, Düngemittel, Bodenschutz, Gewässerschutz sowie Nachhaltigkeit.
Als Agrarpolitikerin unterstützte sie eine bäuerliche Landwirtschaft, die flächendeckend wirtschaftet, multifunktional ausgerichtet und dem Ziel einer Produktionsweise des Nachhaltigkeitsprinzips verpflichtet ist. Sie setzt sich für die Ausweitung der ökologisch bewirtschafteten Anbauflächen in Deutschland ein. Weitere Schwerpunkte ihrer agrarpolitischen Arbeit sind die Reduzierung der Nitratbelastung sowie die Pflanzenschutzmittelreduktion in der Landwirtschaft. Besonders setzt sie sich für eine Reduktion der Anwendung des Pflanzenschutzmittels Glyphosat in der Landwirtschaft auf Mindestmaß sowie für einen schnellstmöglichen Ausstieg ein.

### Umweltpolitik
Umweltpolitisch beschäftigt sich Rita Hagl-Kehl insbesondere mit dem Zusammenspiel von Ökosystem und Landwirtschaft. Eine zentrale Rolle nehmen hier u. a. der Klimaschutz und die Erhaltung der Biodiversität ein. Als Mitglied der Koalitionsarbeitsgruppe ‚Klimaschutzplan 2050‘ begleitete sie die Erarbeitung eines nationalen Klimaschutzplans 2050, welcher Maßnahmen zur Einhaltung der „Zwei-Grad-Obergrenze“ des UN-Klimaschutzabkommens von Paris beinhaltet.
Als Mitglied in der Parlamentarischen Gruppe Frei-fließende-Flüsse setzt sich Rita Hagl-Kehl für einen sanften Donauausbau und einen schnellen und sinnvollen Hochwasserschutz ein.

### Verkehrspolitik
Als Verkehrspolitikerin tritt Rita Hagl-Kehl dem Sozialdumping im Transportgewerbe entgegen. Sie ist gegen Fahrverbote für Motorräder und fährt selbst Motorrad.

## Politische Positionen in der 19. Wahlperiode
Neben der Tätigkeit als Mitglied des Bundestages war Rita Hagl-Kehl während der 19. Wahlperiode als Parlamentarische Staatssekretärin im Bundesministerium der Justiz und für Verbraucherschutz, unter der Leitung von den Bundesministerin Katarina Barley und Christine Lambrecht, tätig. Darüber hinaus beteiligte sie sich maßgeblich an den Koalitionsverhandlungen, vorrangig in den Bereichen der Ernährung und Landwirtschaft.

### Koalitionsverhandlungen
Während der Koalitionsverhandlungen führte Rita Hagl-Kehl zunächst die Sondierungsgespräche in den Bereichen Ernährung, Landwirtschaft und Verbraucherschutz und anschließend die Koalitionsverhandlungen für die Themen Ernährung und Landwirtschaft. Ihr besonderes Augenmerk galt dabei der Umsetzung möglichst vieler Anliegen der SPD in den Koalitionsverhandlungen sowie der entsprechenden Aufnahme in den Koalitionsvertrag. Zu den wesentlichen Punkten zählten:
- Bekenntnis zur umfassend nachhaltigen Landwirtschaft - Förderung von Tier-, Natur-, und Klimaschutz sowie sozialen Standards im öffentlichen Interesse und gezielte und einfache Gestaltung von Förderkursen;
- Mehrstufiger Ausbau einer staatlichen Kennzeichnung der Haltungsverfahren;
- Systematische Minderungsstrategie für die deutsche Reduktion von glyphosathaltigen Pflanzenschutzmitteln, mit dem Ziel die Benutzung dieser möglichst bald auszusetzen;
- Weiterer Ausbau der Ökolandwirtschaft und der Forschung in diesem Bereich, was darauf abzielt bis 2030 mindestens 20 Prozent der möglichen Fläche ökologisch zu bewirtschaften;
- Verständliche, vergleichbare Lebensmittelkennzeichnung und einfach erkennbare Nährwertkennzeichnung.[23]

### Parlamentarische Staatssekretärin
Rita Hagl-Kehl wurde am 14. März 2018 in ihr Amt als Parlamentarische Staatssekretärin vereidigt und übte diese Funktion bis Dezember 2021 aus. Zu ihren Aufgaben gehörte die Vertretung des Ministeriums nach außen sowie die Hauptverantwortung für den (wirtschaftlichen) Verbraucherschutz. Ihr Aufgabenbereich umfasste unter anderem die Themen bezahlbares Wohnen, Wohnungseigentumsrecht und Bauvertragsrecht, Digitalisierung und Transparenz für Verbraucher, Reiserecht, Biopatente und Nachhaltigkeit sowie Verbraucherschutz im Finanzmarktbereich. Im Detail setzte sie folgende Vorhaben um: die Mietpreisbremse, die Musterfeststellungsklage, die Veränderungen im Reiserecht (Pauschalreisen und Insolvenzschutz), verbraucherfreundliche Verträge, das Wohnungseigentumsrecht und das Bauvertragsrecht.

## Politische Positionen in der 20. Wahlperiode
Rita Hagl-Kehl ist ordentliches Mitglied im Ausschuss für Ernährung und Landwirtschaft, Ausschuss für Tourismus, Parlamentarischen Beirat für nachhaltige Entwicklung, sowie stellvertretendes Mitglied im Sportausschuss. Des Weiteren ist sie Mitglied in der Deutsch-Ägyptischen Parlamentariergruppe und der Parlamentariergruppe Bulgarien-Moldau-Rumänien.

### Ernährung und Landwirtschaft
Rita Hagl-Kehl ist im Ausschuss für Ernährung und Landwirtschaft u. a. für die Themen Verbraucherinformationen und Transparenz, Lebensmittel- und Produktsicherheit sowie Lebensmittelüberwachung und Kennzeichnung zuständig. Sie setzt sich für die Einführung eines staatlichen Klimalabels ein und engagiert sich zudem gegen Lebensmittelverschwendung.
Im Rahmen ihrer Zuständigkeit setzt sich Rita Hagl-Kehl für die Regulierung von Tabakprodukten, wie beispielsweise Nikotinpouches oder Einweg-E-Zigaretten, ein. Neben der Regulierung von Tabakprodukten stellt der Schutz von Kindern und Jugendlichen im Hinblick auf Ernährung ein zentrales Thema für sie dar.
Des Weiteren engagiert sie sich für eine nachhaltige Landwirtschaft sowie die Förderung kleiner und regionaler Betriebe. Überschneidend mit ihrer Funktion als Sprecherin der Arbeitsgruppe Verbraucherschutz hat sie sich ebenfalls für den Verbraucherschutz in der Landwirtschaft eingesetzt, insbesondere für das sogenannte Nachhaltigkeitslabel. Das Ziel ist, Verbraucherinnen und Verbraucher über die Umweltauswirkungen von Lebensmittelerzeugnissen zu informieren.

### Tourismus
Im Ausschuss für Tourismus ist Rita Hagl-Kehl für die Themen der Kurorte und Heilbäder, die Umwelt und Verbraucherschutz, Förderung des Tourismus im ländlichen Raum und Freizeit- und Vergnügungsparks zuständig. Dabei setzt sich Rita Hagl-Kehl besonders für die Förderung des Tourismus im ländlichen Raum ein. Einerseits wegen ihres Wahlkreises, andererseits wegen ihrer Zuständigkeit für dieses Thema im Ausschuss für Tourismus.
In Verbindung mit ihrer vorherigen Tätigkeit als parlamentarische Staatssekretärin im Bundesministerium der Justiz für Verbraucherschutz und ihrer derzeitigen Zuständigkeit für Verbraucherschutz im Ausschuss für Tourismus beteiligte sich Rita Hagl-Kehl maßgeblich an der Einrichtung des Deutschen Reisesicherungsfonds, welcher in Folge der COVID-19-Pandemie sowie der Insolvenz des Reiseveranstalters Thomas Cook eingerichtet wurde, aktiv mit. Als Berichterstatterin für Thema Verbraucherschutz im Ausschuss für Tourismus ist Rita Hagl-Kehl daher auch für Verbraucherschutz bei Pauschalreisen verantwortlich.
Darüber hinaus befasst sich Rita Hagl-Kehl mit Angelegenheiten und der Förderung von Freizeit- und Vergnügungsparks in Deutschland.